# タインチュオン県
タインチュオン県（タインチュオンけん、ベトナム語：Huyện Thanh Chương / 縣清漳? ）は、ベトナム社会主義共和国ゲアン省の県。面積は1228.3 km²、人口は271,560人（2018年）である。

## 行政区画
1市鎮37社を管轄する。